# Cens dels Estats Units

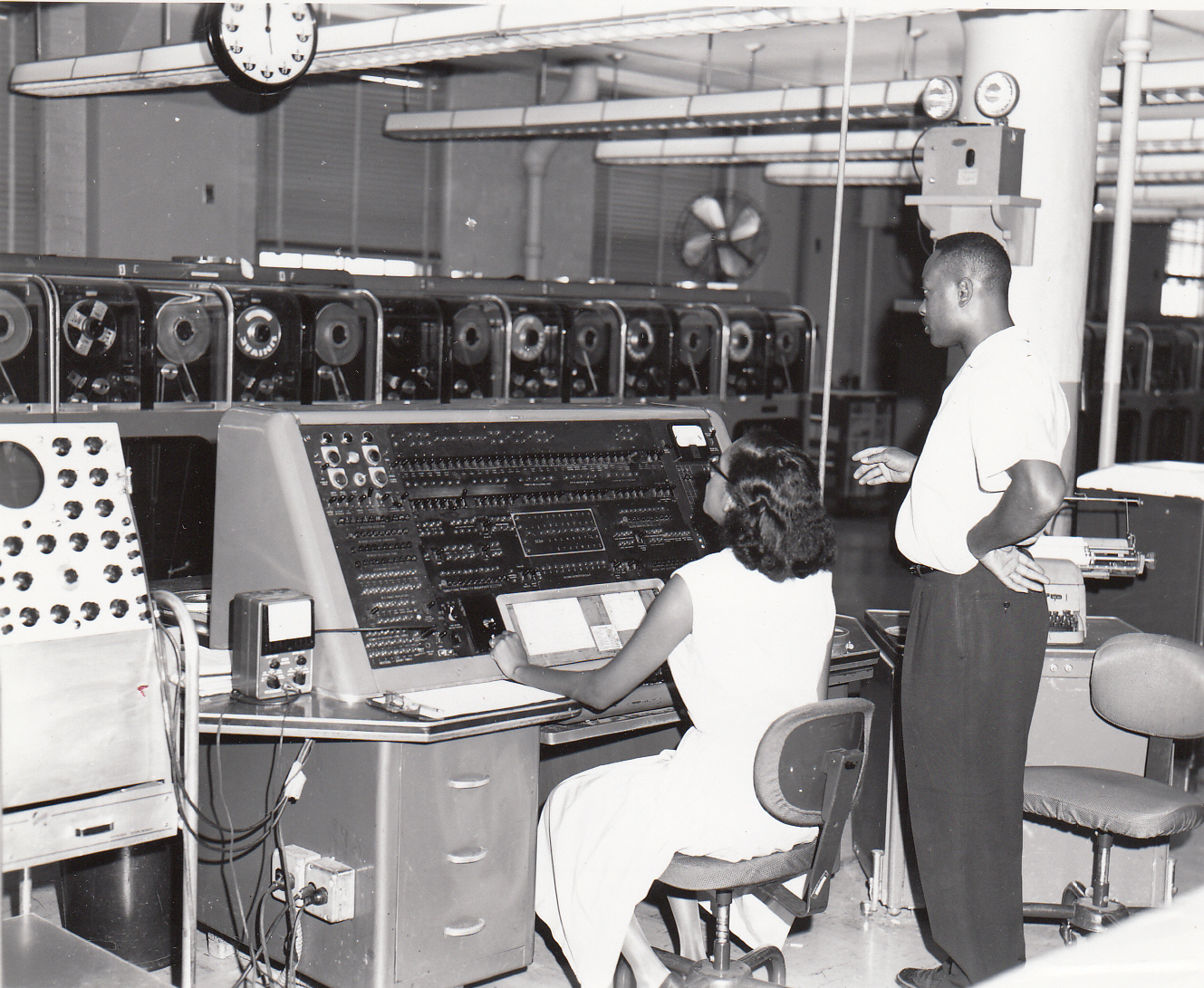
Els treballadors compten els vots

El cens dels Estats Units anglès: United States census és un cens legalment ordenat per la Constitució dels Estats Units i té lloc cada 10 anys. El primer cens després de la Revolució Americana es va fer el 1790, sota el Secretari d'Estat Thomas Jefferson; hi ha hagut 23 censos federals des d'aleshores.
El cens nacional més recent va tenir lloc el 2020; el proper cens està previst per al 2030. Des del 2013, l'Oficina del Cens va començar debats sobre l'ús de la tecnologia per ajudar a la recollida de dades a partir del cens del 2020. El 2020, cada llar va rebre una invitació per completar el cens a través d'Internet, per telèfon o mitjançant un qüestionari en paper. Durant anys entre els censos decennals, l'Oficina del Cens emet estimacions fetes mitjançant enquestes i models estadístics, en particular, el Programa d'Estimacions de Població (anglès: Population Estimates Program) i l'Enquesta de la Comunitat Americana (anglès: American Community Survey).
El cens dels Estats Units és un cens de població, que és diferent del Cens d'Agricultura dels Estats Units (anglès: United States Census of Agriculture, que ja no és responsabilitat de l'Oficina del Cens. També es diferencia dels censos locals realitzats per alguns estats o jurisdiccions locals.